# Semi-uppercut
En Boxe, coup de poing « mixte » à mi-chemin entre un Uppercut et un Direct et qui atteint, le plus souvent, le buste adverse. En réalité le coup démarre comme un uppercut et poursuit sa trajectoire comme un direct, le pouce du gant peut être vers le haut.
 Semi-uppercut en contre lors d’une attaque en jambe